# Leskea australis
Leskea australis là một loài Rêu trong họ Leskeaceae. Loài này được Sharp mô tả khoa học đầu tiên năm 1934.